# Otto Nerz
Otto Nerz (ur. 21 października 1892 w Hechingen, zm. 19 kwietnia 1949 w Sachsenhausen) – niemiecki trener piłkarski, selekcjoner reprezentacji Niemiec w piłce nożnej od 1926 do 1936, członek NSDAP.

## Kariera piłkarska
W swojej karierze piłkarskiej Nerz grał w VfR Mannheim i Tennis Borussia Berlin.

## Kariera trenerska
Trenerem reprezentacji Niemiec w piłce nożnej został w 1926, zostając najmłodszym trenerem reprezentacji w historii (miał 34 lata, do jego rekordu zbliżył się w 2023 36-letni wówczas selekcjoner Julian Nagelsmann). Podczas mistrzostw świata w 1934 we Włoszech reprezentacja pod jego wodzą osiągnęła pierwszy duży sukces, zajmując trzecie miejsce. Dwa lata później, podczas turnieju olimpijskiego w Berlinie niemiecka drużyna przegrała w drugim meczu z Norwegią, odpadając z turnieju, co stało się bezpośrednią przyczyną odwołania Nerza z funkcji trenera kadry narodowej i zastąpienia go przez Seppa Herbergera.

## Po turnieju w Berlinie
Po odwołaniu z funkcji selekcjonera Nerz pracował w niemieckiej federacji piłkarskiej. Po bitwie berlińskiej stał się jeńcem wojennym i został internowany w obozie Sachsenhausen, gdzie zmarł w 1949.